# Leisele
Leisele är en ort i Belgien.   Den ligger i provinsen Västflandern och regionen Flandern, i den västra delen av landet, 120 km väster om huvudstaden Bryssel. Leisele ligger 7 meter över havet och antalet invånare är 774.
Terrängen runt Leisele är mycket platt. Runt Leisele är det ganska tätbefolkat, med 86 invånare per kvadratkilometer.. Närmaste större samhälle är Koksijde, 14,7 km norr om Leisele. 
Trakten runt Leisele består till största delen av jordbruksmark.